# M/S Nikolai II
M/S Nikolai II är ett finländskt passagerarfartyg. Det byggdes som S/S Nautilus och var det första i ordningen av finländska havsforskningsfartyg. 
Fartyget byggdes av Sandvikens Skeppsdocka och Mekaniska Verkstad i Helsingfors 1902–1903 för fiskeforskning och fiskeriinspektion. Det levererades 1903 och användes av Havsforskningsinstitutet från november 1918 efter dess bildande efter Finlands självständighet samma år. Hon ersattes av S/S Aranda 1938.
Hon såldes till privat ägare 1938 och motoriserades 1981. M/S Nikolai II har under senare år använts som kryssningsfartyg i Finland.